# Zakriž
Zakriž je gručasto naselje v Občini Cerkno. Leži na nekdanji veliki plazovini med dvema hriboma v cerkljanskem hribovju, dva in pol kilometra iz Cerknega. 
V naselju se nahaja cerkev sv. Andreja. V bližnji okolici se nahajajo kaverne iz obdobja med prvo in drugo svetovno vojno z več spominskimi obeležji.
Prvi zapisi o vasi segajo v davno leto 1320. Tistega leta je dobil plemič Speranza iz Tolmina vas Zakriž kot patriarhalni fevd. Že leta 1336 pa so vaščani v Zakrižu sami nastopali kot najemniki tukajšnjih zemljišč. Skupaj so plačevali najemnino, ki je za celotno vas znašala sedem mark in sedem koštrunov. Plačevali so jo konec septembra ob prazniku sv. Mihaela. Ta najem je bil za takratne čase izjemen, saj je bilo podobnih primerov na Slovenskem zelo malo. Leta 1848 ko je Dunajski parlament odpravil odvisnost kmetov od svojih gospodarjev so kmetom omogočili odkup zemlje, tako da so v več letih plačali eno tretjino cene, ostalo pa je šlo v breme Avstro-Ogrske države.